# Walentów (Varsovie-ouest)
Pour les articles homonymes, voir Walentów.
Walentów [vaˈlɛntuf] est un village polonais, situé dans la Powiat de Varsovie-ouest et dans la voïvodie de Mazovie dans le centre-est de la Pologne.
Il se situe à environ4 kilomètres au sud-ouest de Leszno, 18 kilomètres à l'ouest d'Ożarów Mazowiecki (chef-lieu) et à 31 kilomètres à l'ouest de Varsovie.
Le village a une population de 42 habitants en 2000.